# Catenula confusa
Catenula confusa är en plattmaskart. Catenula confusa ingår i släktet Catenula och familjen Catenulidae. Inga underarter finns listade i Catalogue of Life.